# Oleria zea
Oleria zea är en fjärilsart som beskrevs av William Chapman Hewitson 1854. Oleria zea ingår i släktet Oleria och familjen praktfjärilar. Inga underarter finns listade i Catalogue of Life.

## Bildgalleri

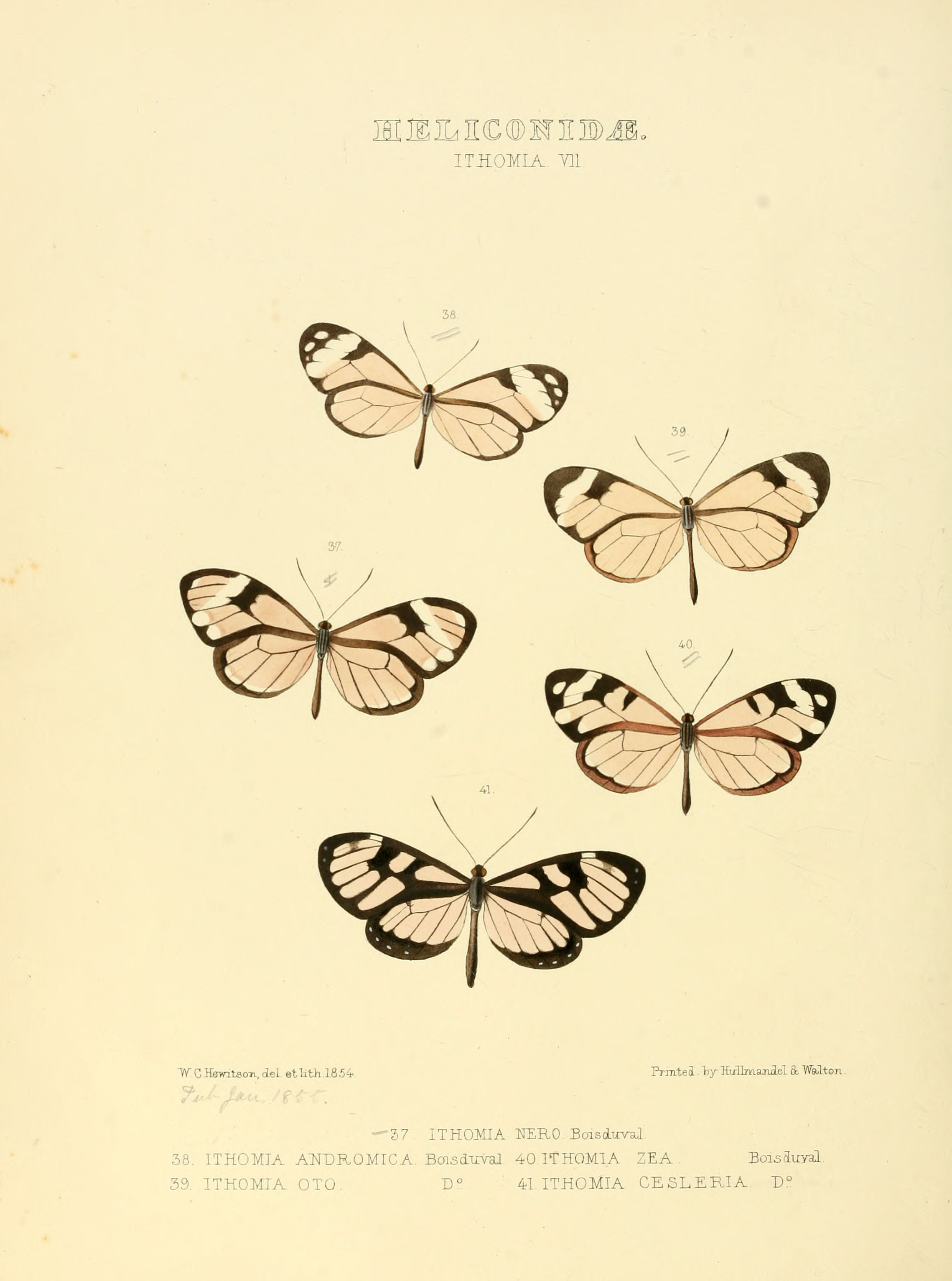